# Centrale Begraafplaats (Brugge)

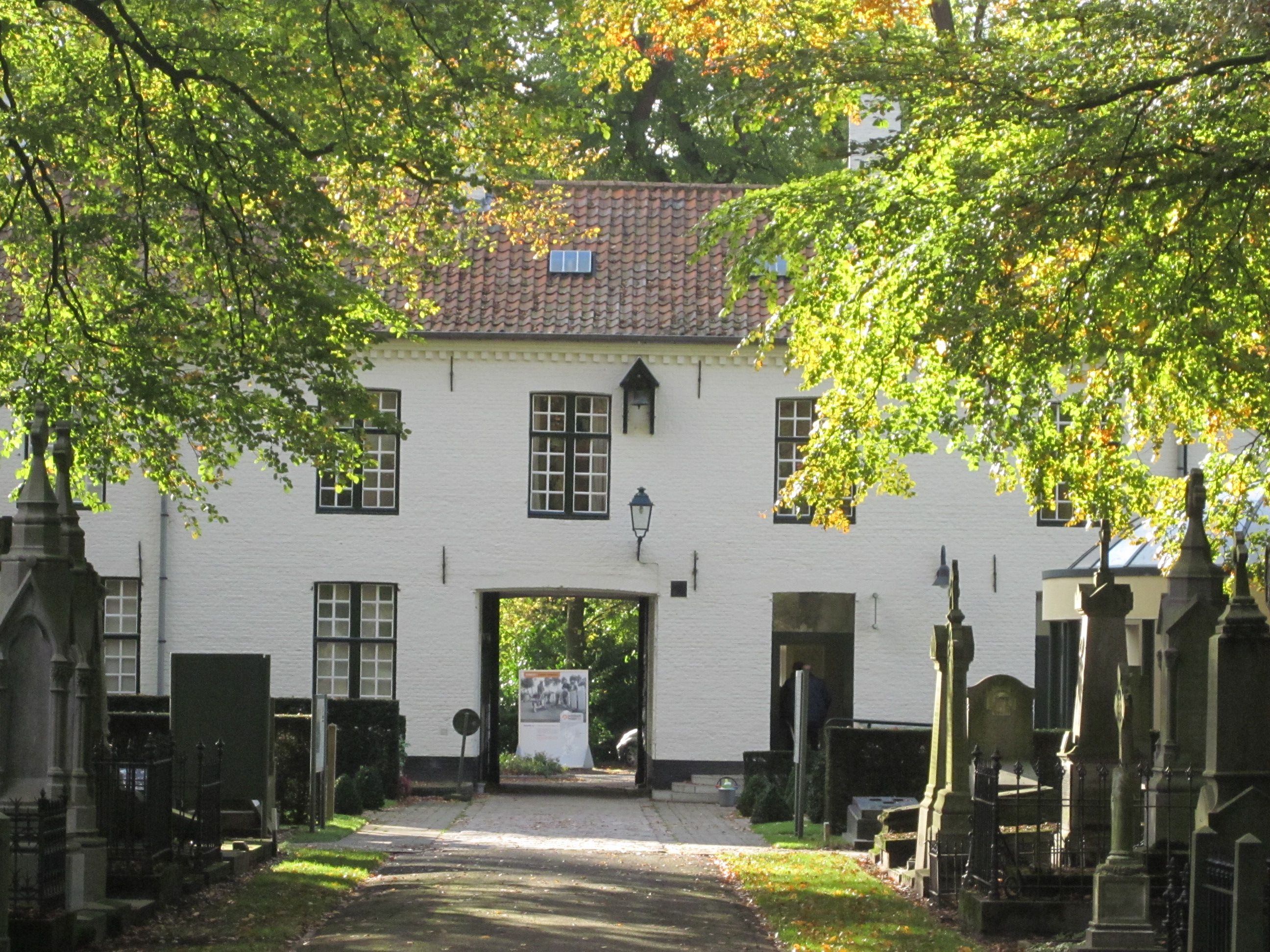
Achtergevel poortgebouw, Centrale Begraafplaats van Brugge

De Centrale Begraafplaats van Brugge (in de volksmond vaak Brugs Kerkhof genoemd) is een grote begraafplaats in Assebroek in de Belgische stad Brugge. De begraafplaats bevindt zich in de wijk Sint-Katarina, op de grens met de wijk Steenbrugge. Deze begraafplaats mag niet verward worden met de in de jaren 1970 ten noorden van de stad aangelegde Parkbegraafplaats Blauwe Toren.

## Geschiedenis
Het decreet van 26 juni 1784 van keizer Jozef II bepaalde onder meer dat niemand nog in een kerk of binnen de stad mocht begraven worden. Het Brugse stadsbestuur kocht daarom een terrein aan in randgemeente Assebroek en richtte het in als begraafplaats. De eerste teraardebestelling gebeurde er op 13 februari 1787. Wegens protest onder de bevolking zou het nog tot 1804 duren eer alle begrafenissen buiten de stad plaatsvonden.
Reeds in 1841 en 1864 werd de begraafplaats uitgebreid. Een algemeen plan werd in 1837 door Pierre Buyck uitgewerkt. Na nieuwe uitbreidingen heeft de begraafplaats thans een oppervlakte van 12 hectare.

## Herwaardering

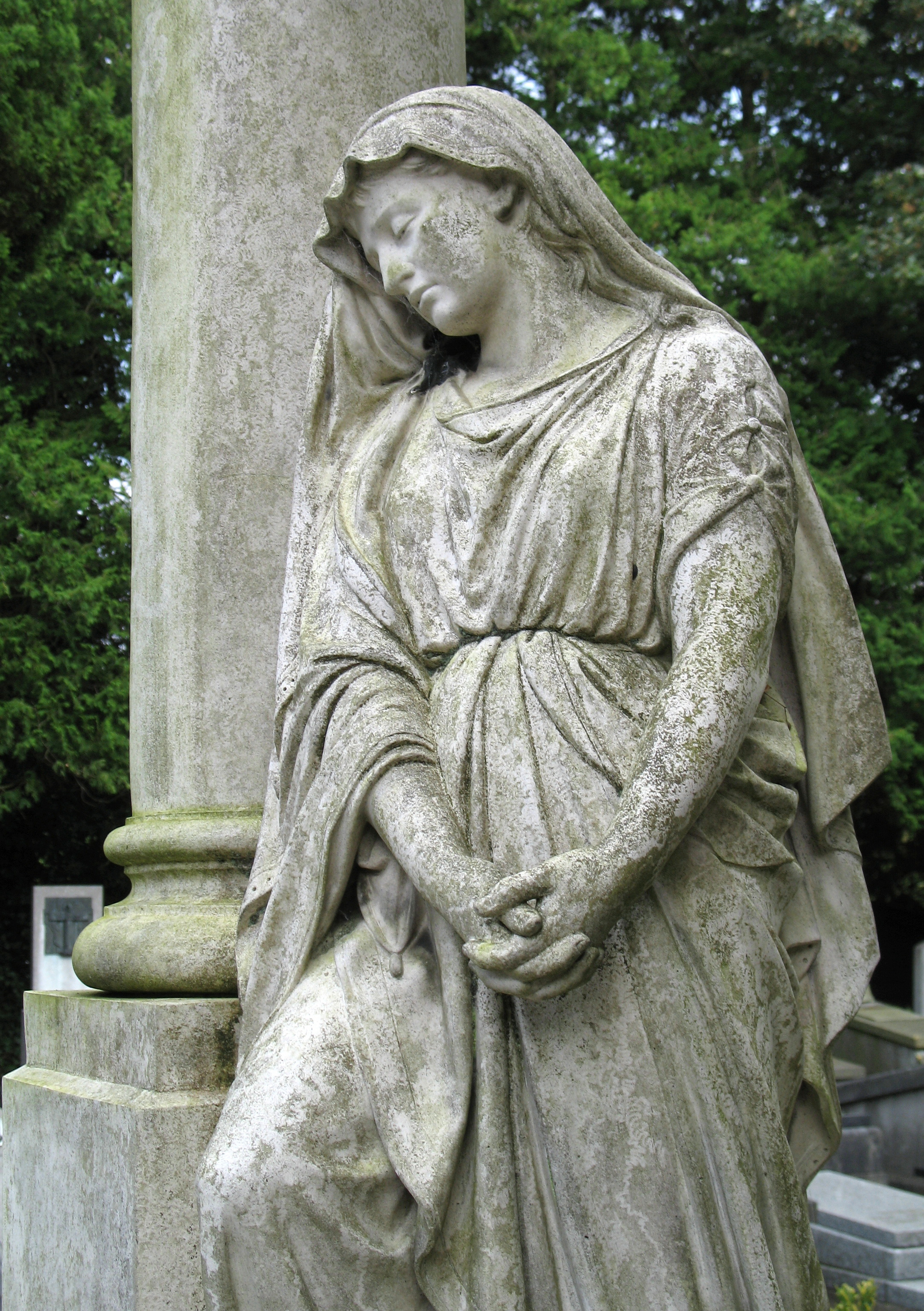
Detail van het Grafmonument 01, beeld van Heinrich Pohlmann

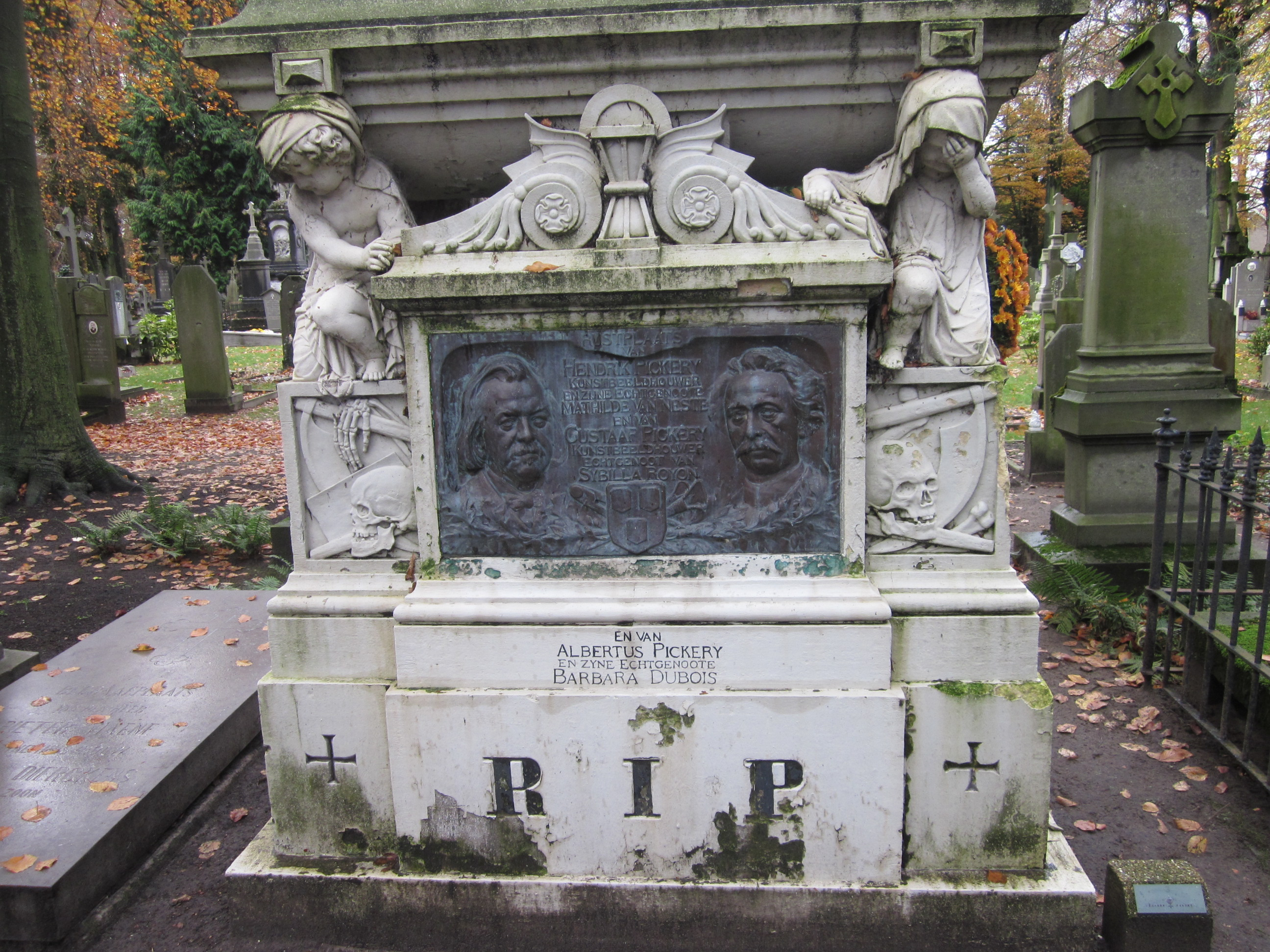
Brugge familiegraf Hendrik Pickery

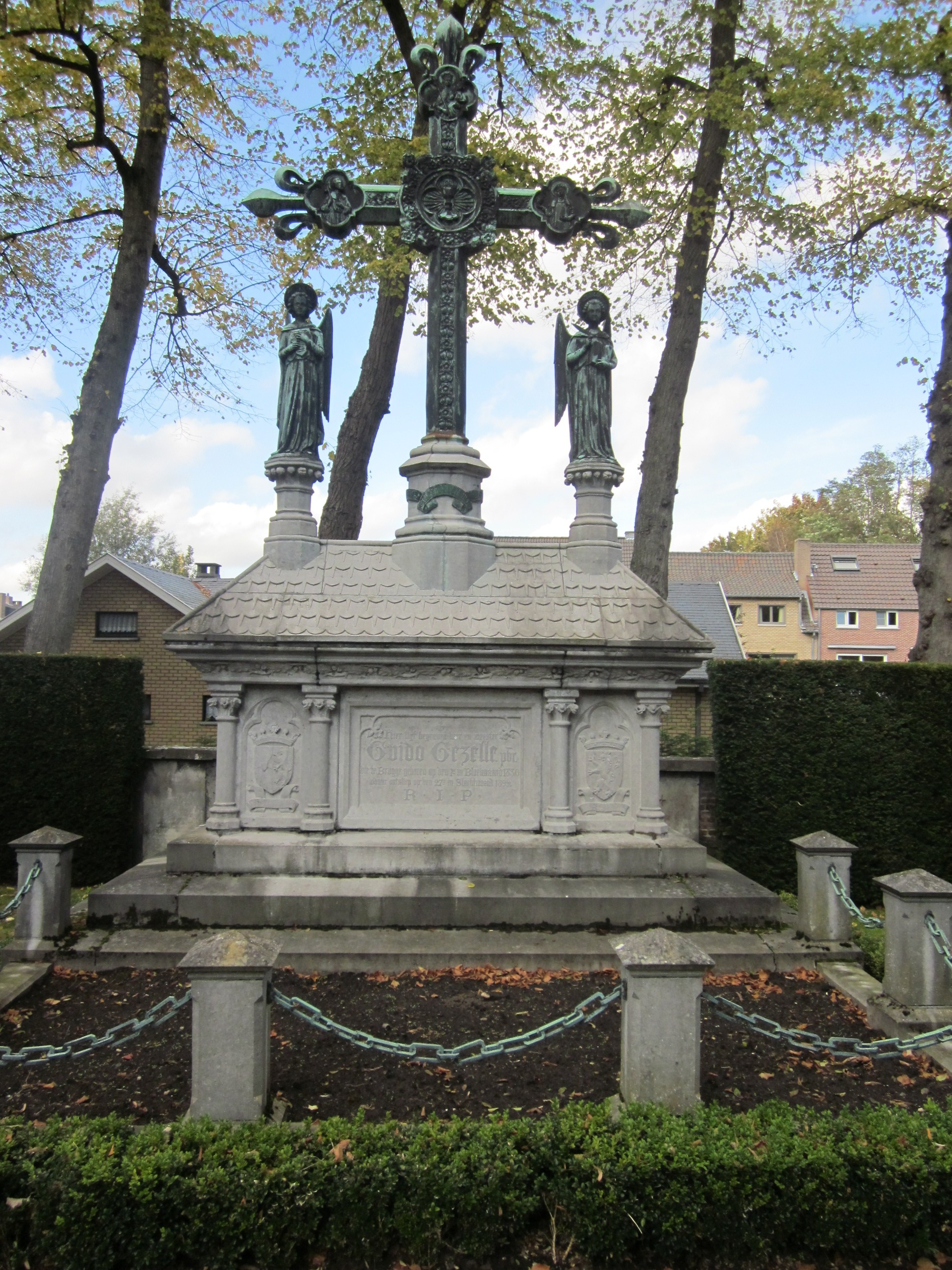
Graf van Guido Gezelle

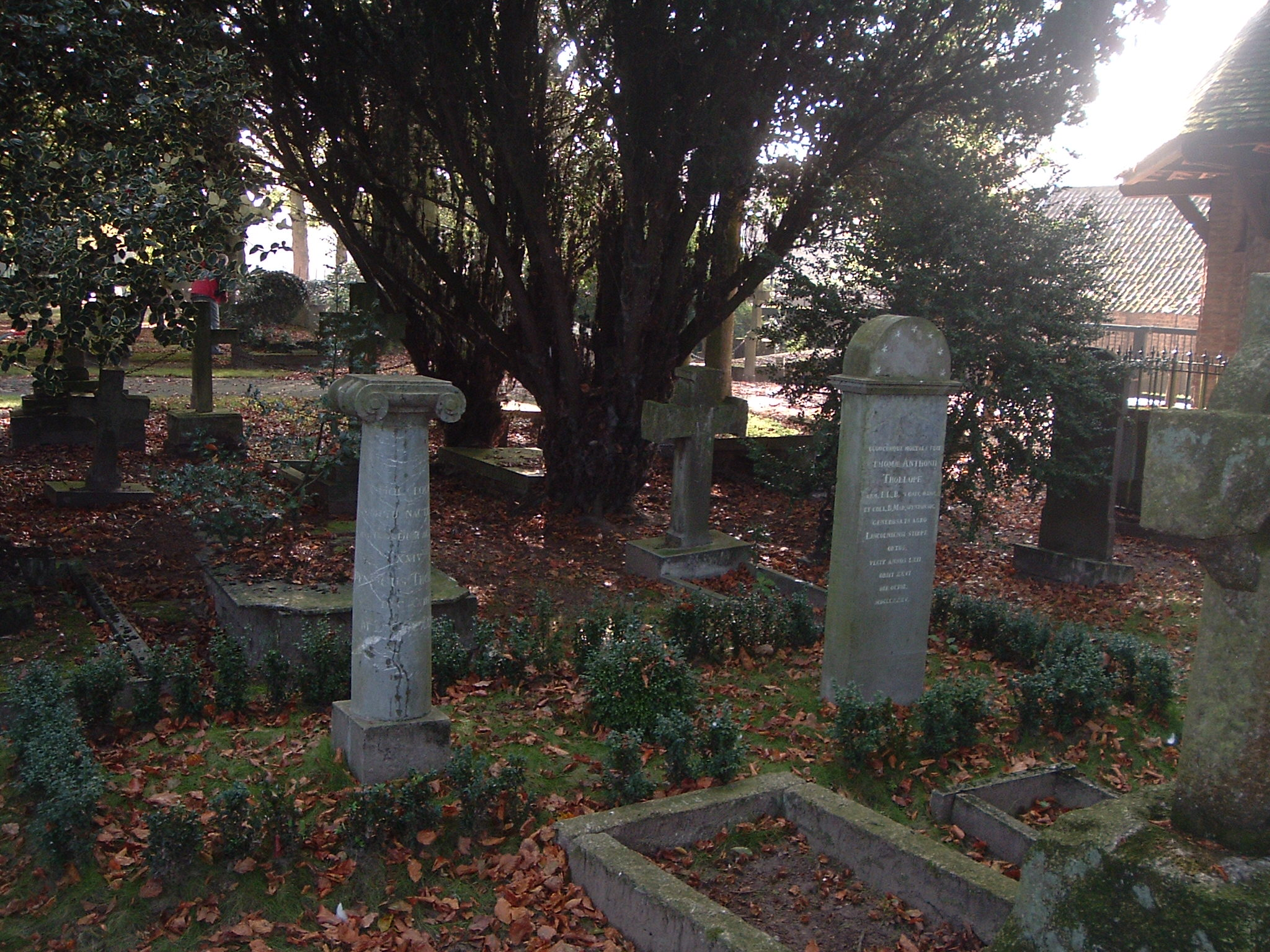
Grafmonumenten van Henry en Thomas Trollope

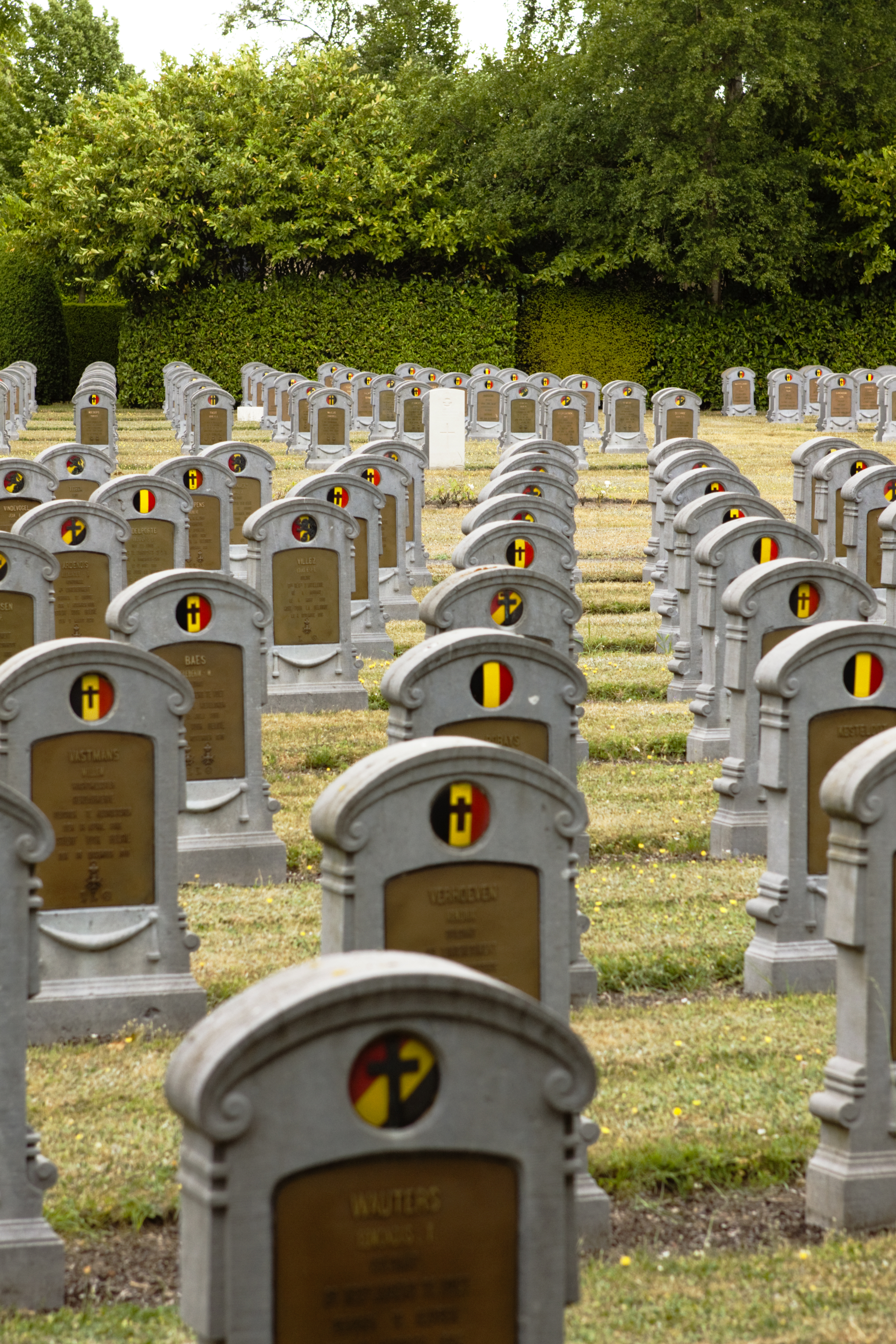
Belgische oorlogsgraven

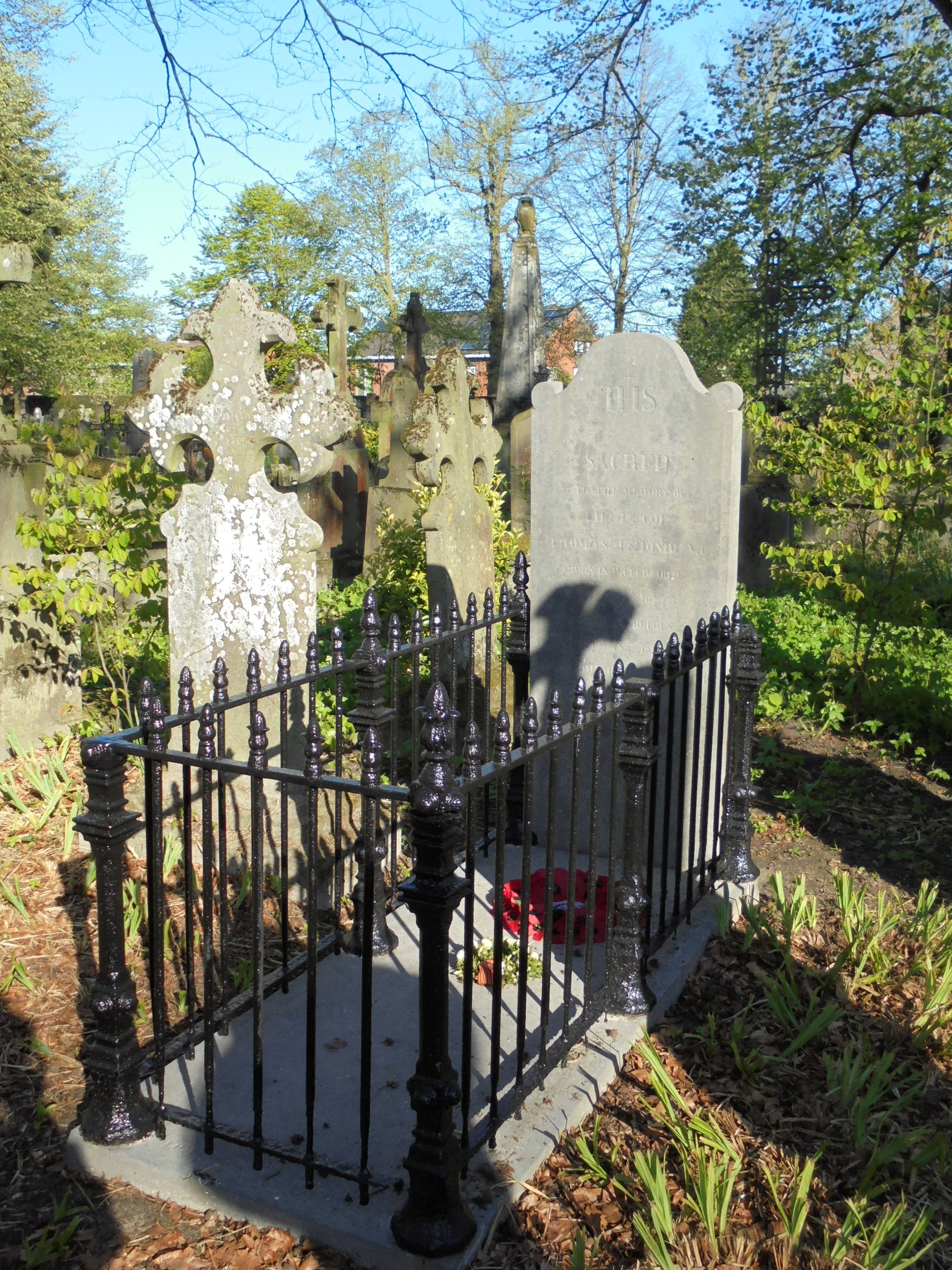
Graf van Thomas Esmonde, na renovatie in maart 2017

Rond 1980 werd men er zich van bewust dat niet alleen de architectuur van de Brugse binnenstad bescherming verdiende, maar dat zich ook aan de rand van de stad, onder meer op de zich daar bevindende begraafplaatsen, waardevolle zaken bevonden. In 1978 werd een Stedelijke Commissie voor Graftekens opgericht. Die nam het initiatief voor het oprichten van een lapidarium waar resten van verdwenen grafmonumenten getoond worden en waar panelen achtergrondinformatie geven.
Rond 2010 werden enkele nieuwe initiatieven genomen (niet alleen op de centrale, maar ook op de andere Brugse begraafplaatsen). Wegens het verbod op het gebruik van pesticiden werd geëxperimenteerd met nieuwe vormen van beplanting tussen de graven. Een aantal graven werd op initiatief van de stad gereinigd en hersteld.

## Waardevolle grafmonumenten
De meeste waardevolle monumenten werden geïnventariseerd en kregen een bordje met uitleg. Zij worden hierna opgesomd (eerst het nummer, dan het vak op de begraafplaats, ten slotte de naam). Enkele graven van personen die een Wikipedia-pagina hebben maar die niet geïnventariseerd zijn, worden ook vermeld.
- Mark Braet
- 01 (09) Jan Goetinck
- 02 (08) Henri Gazet
- 03 (09) Hendrik en Gustaaf Pickery
- 04 (08) Flori Van Acker
- 05 (08) Van De Vyvere – Petyt
- 06 (12) Camille Moeyaert
- 07 (06) Paul Thévenet
- 08 (07) Carolus en Joannes Van Westerveldt
- 09 (07) Antoine Wemaer
- 10 (07) Albert Thooris
- 11 (07) Eugenius Van Hollebeke
- 12 (07) Pieter Albert Bossaert
- 13 (05) Auguste Retsin
- 14 (04) Vincent Deljoutte
- 15 (04) Eugenius De Keersgieter
- 16 (03) Jean-François Ancot
- 17 (05) Louis François Ancot
- 18 (03) Joseph-François Ducq
- 19 (01) François Kinsoen
- 20 (01) Edouard Campe
- 21 (01) François De Hondt
- 22 (01) Ferdinand D’hauw
- 23 (06) Louis Saeys
- 24 (01) Louis Grossé
- 25 (01) Samuel Coucke
- 26 (12) Edmond Van Hove
- 27 (12) Guido Gezelle
- 28 (01) John Steinmetz
- 29 (01) Jacob Wielmaker
- 30 (01) Pierre Carrezane Arborio
- 31 Calvarie
- 32 (13) Louis Reckelbus
- 33 (13) Pierre Buyck
- 34 (13) Jules Boyaval
- 35 13) Theo Raison
- 36 (14) Julius en Maurits Sabbe
- 37 (15) Isaac De Meyer en zoon Désiré De Meyer
- 38 (42) Karel De Flou
- 39 (23) Ferdinand Van Coillie
- 40 (21) Charles Carton
- 41 (16) Johannes Pitiou
- 42 (18) Marie van Zuylen van Nyevelt
- 43 (18) Jacques De Mersseman
- 44 (02) Anne Le Bailly
- 45 (26) Karel Verschelde
- 46 (40) Jean Weber
- 47 (29) Ferdinand De Pape
- 48 Kapel van de Kanunniken
- 49 (27) Carolus Van Robays
- 50 (32) Jean-Brunon Rudd
- 51 (34) Louis Delacenserie
- 52 (69) Edward Gailliard
- 53 (39 Charles De Wulf
- 54 (46) Raymond Seresia
- 55 (46) Achiel Logghe
- 56 (41) Achille Van Acker
- 57 (11) Familie Chantrell
- 58 (38) Antoon Jozef Witteryck
- 59 (37) Henri Dobbelaere
- 60 (38) Eugenius Lefebure
- 61 (09) Alfons Wybo
- 80 (02) Albert Hasenbroekx
- (15) Familie Anthony Trollope
- (34) Familie Popp
- (04) Thomas Esmonde

## Oorlogsgraven
Op deze begraafplaats zijn perken met graven van soldaten uit de Eerste en Tweede Wereldoorlog.
Het Belgische deel staat bekend als de Belgische militaire begraafplaats van Brugge en het Britse deel als Brugge General Cemetery.
De Centrale begraafplaats van Brugge staat in de inventaris van Onroerend Erfgoed in Vlaanderen.